# شهرداری کولاشین
شهرداری کولاشین (به لاتین: Kolašin Municipality) یک منطقهٔ مسکونی در مونته‌نگرو است که در مونته‌نگرو واقع شده‌است. شهرداری کولاشین ۸۹۷ کیلومتر مربع مساحت دارد.